# Парінча
Парінча (рум. Parincea) — село у повіті Бакеу в Румунії. Входить до складу комуни Парінча.
Село розташоване на відстані 240 км на північ від Бухареста, 16 км на південний схід від Бакеу, 83 км на південний захід від Ясс, 137 км на північний захід від Галаца, 147 км на північний схід від Брашова.

## Населення
За даними перепису населення 2002 року у селі проживали 956 осіб. Усі жителі села рідною мовою назвали румунську.
Національний склад населення села:
| Національність | Кількість осіб | Відсоток |
| -------------- | -------------- | -------- |
| румуни         | 943            | 98,6%    |
| цигани         | 11             | 1,2%     |